# Ostiem
Ostiem ist ein Stadtteil von Schortens im Landkreis Friesland in Niedersachsen. Ostiem bildet zusammen mit Heidmühle, Schortens und Oestringfelde den Ortskern der Stadt mit circa 13.000 Einwohnern.

## Lage
Ostiem liegt im Jeverland auf der ostfriesischen Halbinsel, am Rand der Marsch. Zahlreiche Dörfer, etwa die heutigen Stadtteile Accum und Schoost liegen auf in die Marsch hereinragenden Geestzungen, zwischen denen es früher ausgedehnte Moor- und Heidegebiete gab.

## Geschichte
Erste Spuren der Besiedlung im heutigen Stadtgebiet reichen bis ins 5. Jahrhundert zurück. Damals gab es Schortens als Einheit noch nicht, sondern an seiner Stelle lagen verschiedene Bauerschaften und kleinere Dörfer. Die Verwaltungseinheiten waren die Kirchspiele, deren Grenzen im Wesentlichen durch die geographischen Gegebenheiten (beispielsweise Flüsse und andere Hindernisse) abgesteckt waren. Nach dem Bau der St.-Stephanus-Kirche und einer damit verbundenen Neueinteilung der Kirchspiele entwickelte sich der heutige Ortskern zum geistigen Zentrum des näheren Umkreises, wozu auch das nahe gelegene Kloster Oestringfelde beitrug, das im Mittelalter in der ganzen Region bekannt war.
Ostiem bestand früher aus den beiden Dörfern (Groß-)Ostiem und Klein-Ostiem. (Groß-)Ostiem war ein Bauerndorf auf dem Rand des oldenburgisch-ostfriesischen Geestrückens und wurde erstmals im 16. Jahrhundert erwähnt. Klein-Ostiem bestand 1587 aus sieben weiteren Höfen und lag etwas weiter südlich. Heute sind die beiden Dörfer zusammengewachsen und Teil des Ortskerns.
Am 6. Dezember 2011 wurde der Stadt für die Ortsteile Schortens, Heidmühle, Ostiem, Oestringfelde und Grafschaft offiziell das Prädikat „Staatlich anerkannter Erholungsort“ verliehen.

## Wirtschaft und Infrastruktur
Im zweiten Halbjahr 2012 wurde westlich von Ostiem ein neuer Verkehrskreisel als Zubringer zur neuen Bundesstraße 210 gebaut. Es ist die einzige Schortenser Anbindung an die neue Bundesstraße. Die alte Bundesstraße 210, die bisher direkt durch den Ortsteil führte, wurde abgebunden und führt nun als Kreisstraße nach Sande. Ostiem erhält durch diese Maßnahme seinen dörflichen Charakter zurück.
Im Ortsteil Ostiem befindet sich eines der Gewerbegebiete von Schortens. Das Gewerbegebiet Ostiem liegt entlang der alten Bundesstraße 210 und besitzt eine Gesamtgröße von rund 20 Hektar. Hier befindet sich der Hauptsitz des deutschen Logistikunternehmens Nordfrost. Haupttätigkeitsbereich der Firma ist die Tiefkühllogistik mit Transport, Lagerung, Im-/Export, Distribution und Fleischbearbeitung.